# Hartmann Schedel
Hartmann Schedel (14. února 1440 Norimberk – 28. listopadu 1514 tamtéž) byl německý lékař, humanista a sběratel, autor Norimberské či Schedelovy kroniky z roku 1493. Z této kroniky pochází také nejstarší známý pohled na Prahu.

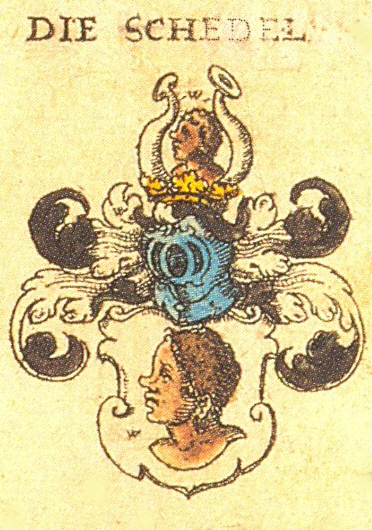
Znak rodiny Schedelů

## Život
Narodil se v rodině bohatého kupce, v 11 letech osiřel a vychovával ho mnohem starší bratranec Hermann Schedel, úspěšný lékař a humanista. V 16 letech, roku 1456, se Hartmann zapsal na univerzitu v Lipsku, kde studoval svobodná umění a práva a získal titul magistra. Spřátelil se zde s humanisty kolem Petra Ludera a s ním odjel roku 1463 do Padovy, kde o tři roky později promoval z medicíny. Studoval také řečtinu a fyziku a po návratu do Norimberku se věnoval cestování a sbíraní knih. Od roku 1470 působil jako městský lékař v Nordlingen a v Ambergu a od roku 1482 v Norimberku. 1475 se poprvé oženil a když jeho žena roku 1485 zemřela, oženil se 1487 podruhé. S oběma manželkami měl 12 dětí, šest jich ale zemřelo v dětském věku.
V Norimberku měl velký majetek a po svém bratranci zdědil také dům, kde bydlel mladý Albrecht Dürer. Schedel do smrti patřil k nejváženějším měšťanům, byl radním a se svými lékařskými kolegy vytvořil náročný lékařský i humanistický kroužek. Proslavil se však zejména svou kronikou.

## Schedelova kronika
Bohatě ilustrovaná Schedelova nebo také Norimberská kronika (Schedelsche Weltchronik) vyšla roku 1493 v latinském i německém vydání a patří mezi nejkrásnější a nejcennější prvotisky. Na foliových stránkách latinského i německého vydání o rozměrech asi 420x305 mm je celkem 1809 dřevořezů, včetně mapy světa a Evropy a 29 dvoustránkových pohledů na města. Pocházejí z dílny Michaela Wolgemuta, u něhož se do roku 1490 učil také A. Dürer. Pohledy na všechna významnější německá a rakouská města (ale také např. na Prahu, Jeruzalém, Budín nebo Krakov) jsou často jejich nejstarší známá zobrazení. V některých exemplářích jsou obrázky ručně kolorovány.

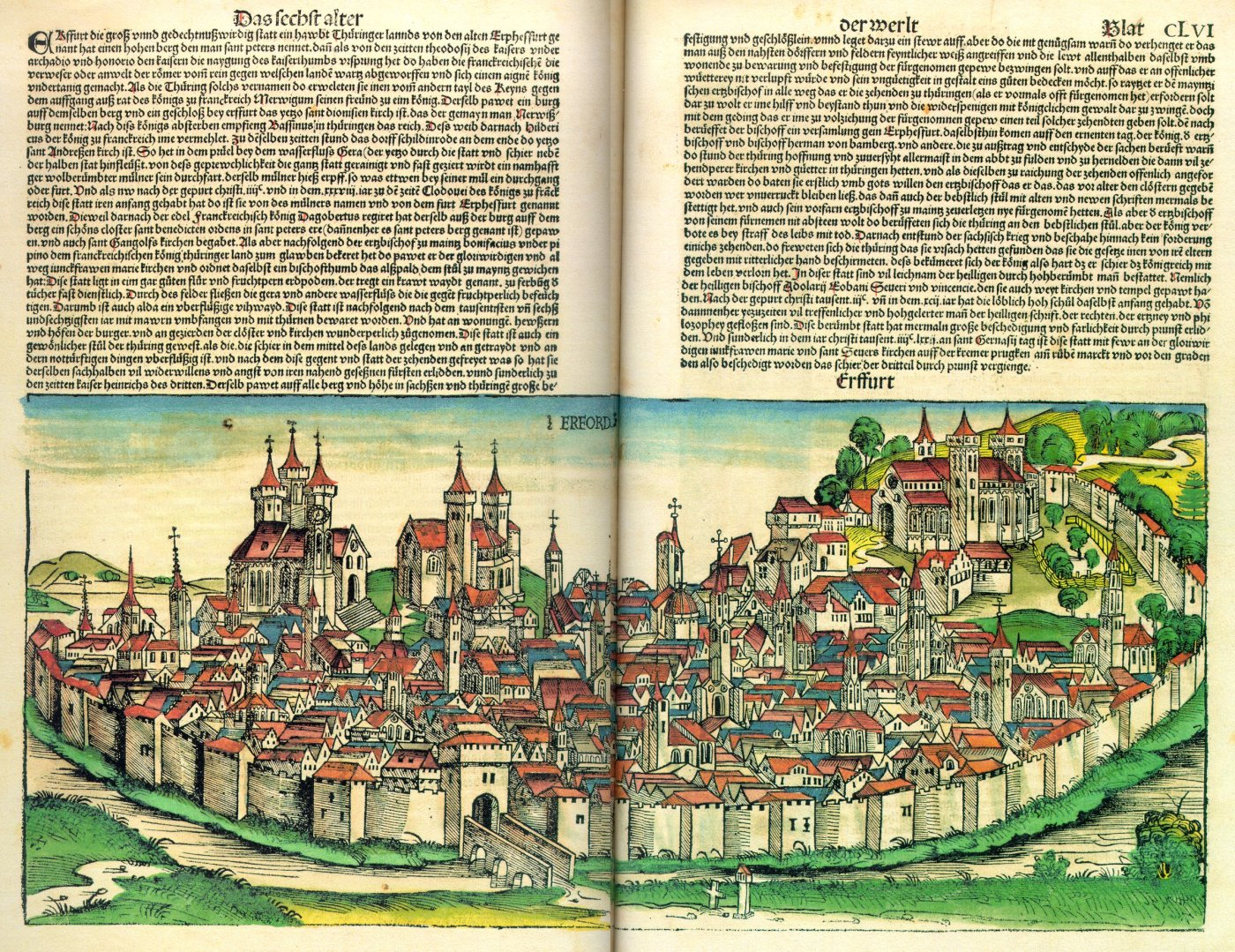
Začátek Schedelovy kroniky s pohledem na Erfurt

Text kroniky pojednává o dějinách světa, které dělí do sedmi období od stvoření světa. Šestý a nejobsáhlejší věk sahá od narození Kristova až po Schedelovu současnost, poslední sedmý se týká budoucnosti a konce světa. Významné osoby i události jsou zde také vyobrazeny, i když obrázky jsou často schematické a několikrát se opakují.
Náklad kroniky se odhaduje na 1500 latinských a 700–1000 německých exemplářů, z nichž se asi 400 a 300 zachovalo. V knihovnách v ČR je jich asi 15, například v Národní knihovně a Strahovské knihovně v Praze, bohužel často s vyřezanými listy.). Kniha je sběratelsky velmi ceněna a na dražbách dosahuje vysokých cen. Kronika pak vyšla v několika dalších vydáních, včetně „pirátského“ vydání v Augsburgu 1497 a od roku 1900 byla několikrát přetištěna jako faksimile.

## Obrázky z Schedelovy kroniky

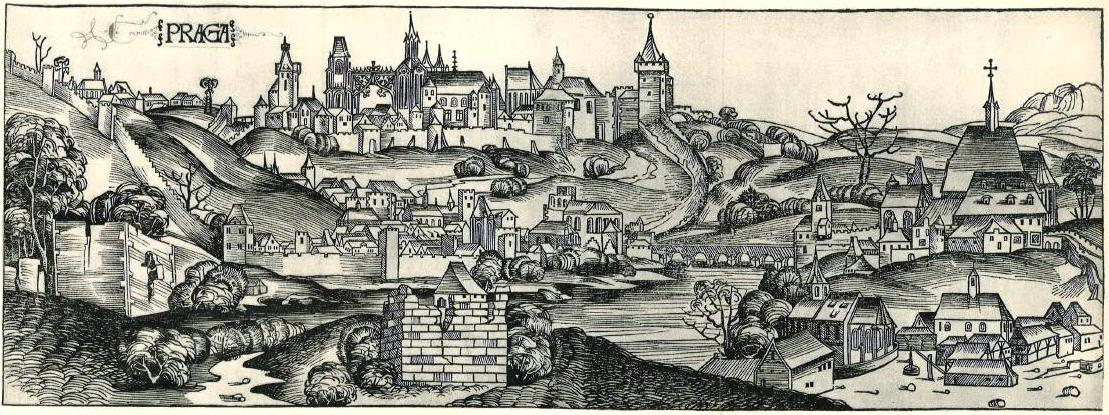
Schedelova kronika: pohled na Prahu roku 1493

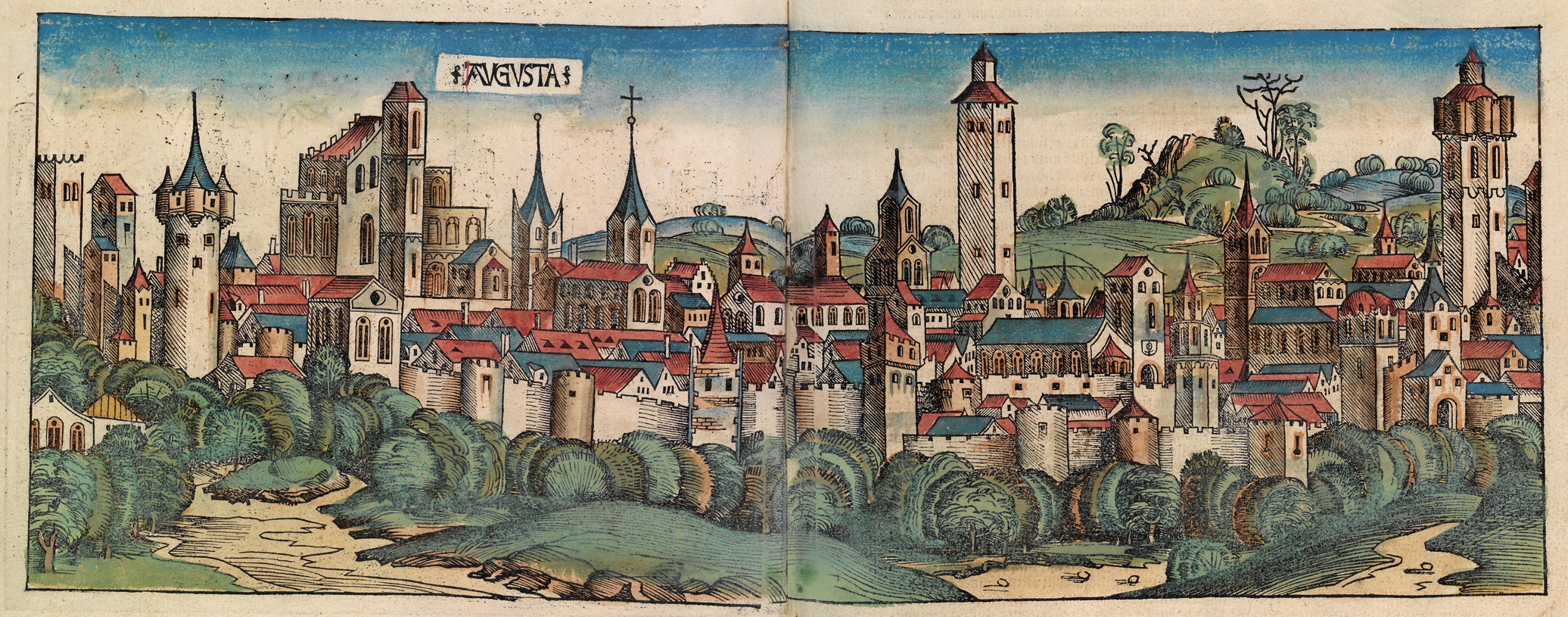
Augsburg
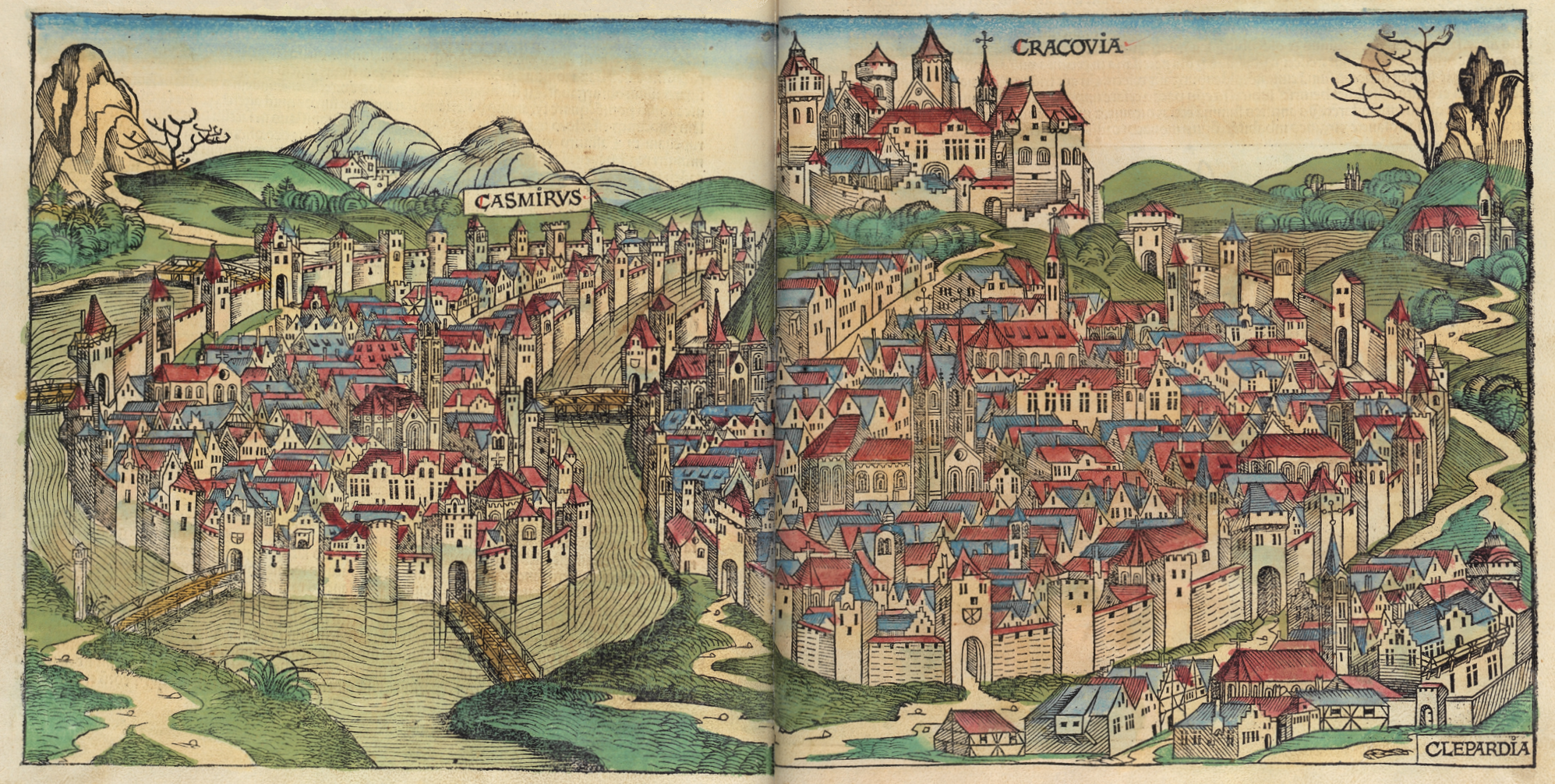
Krakov
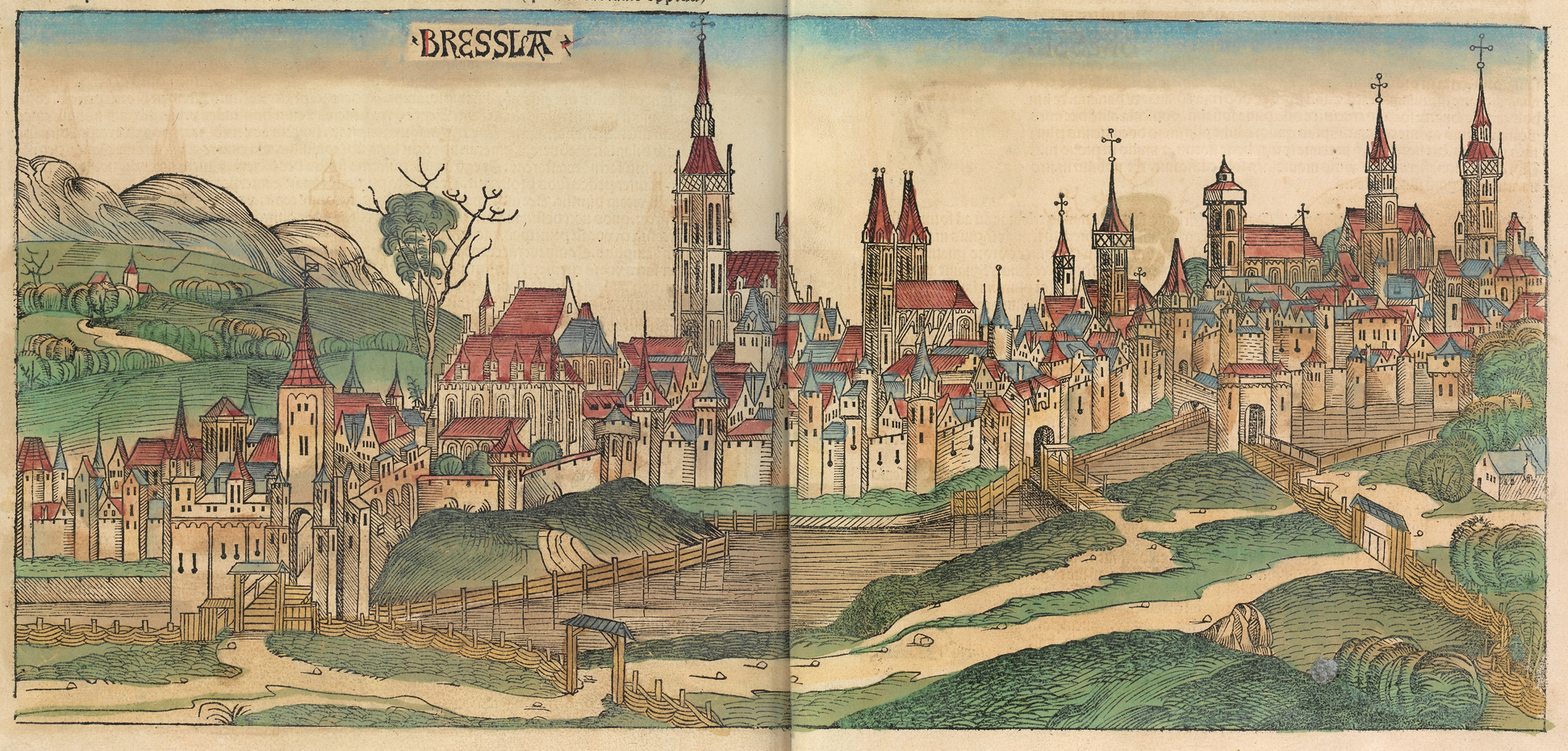
Vratislav
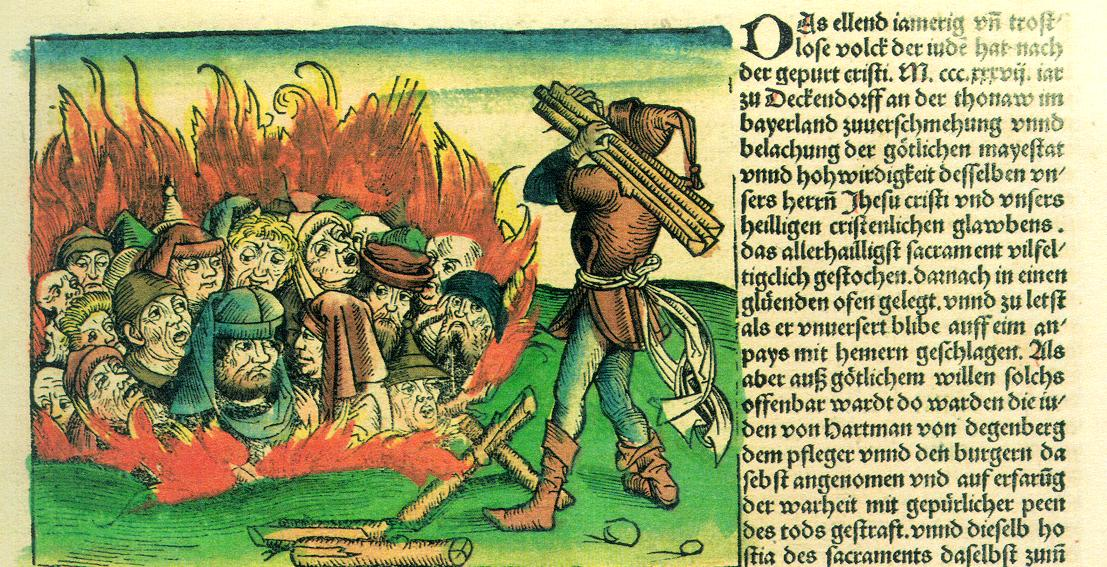
Upalování Židů
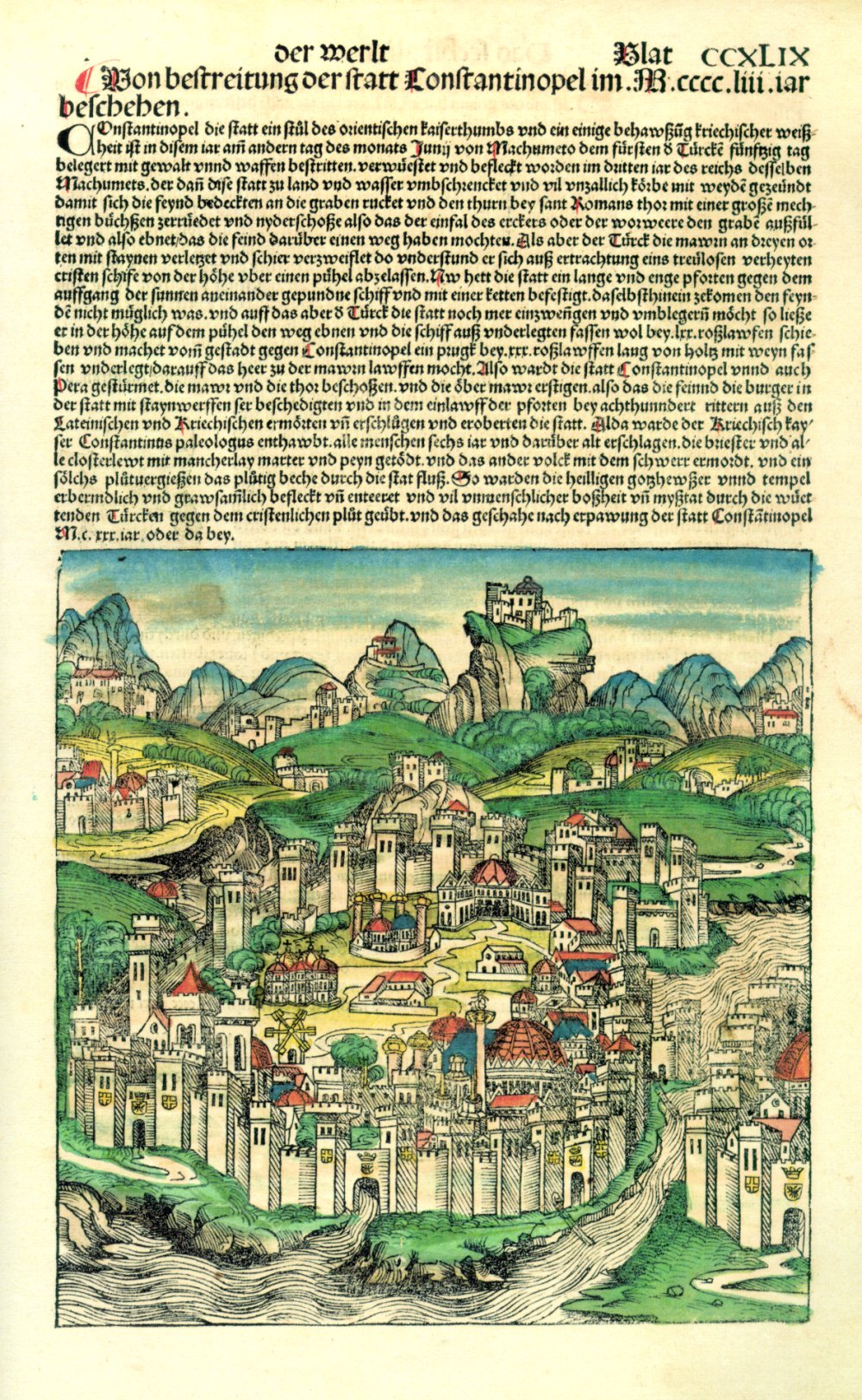
Cařihrad
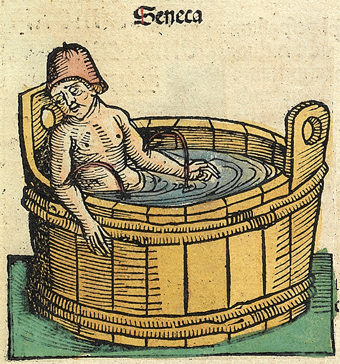
Senecova smrt
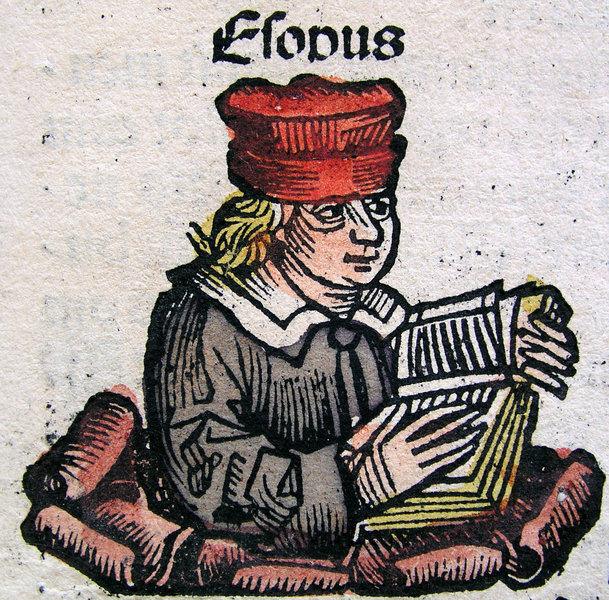
Ezop